# Calvaire de Plougastel-Daoulas
Le calvaire de Plougastel est un calvaire situé dans la commune de Plougastel-Daoulas, dans le département du Finistère (région Bretagne), en France. Il fut bâti entre 1602 et 1604 en tant qu'ex-voto pour la cessation de l'épidémie de peste de 1598 et a été classé monument historique en 1889.

## Localisation et contexte
La calvaire se situe dans le centre du bourg de Plougastel-Daoulas (Finistère), au sud de l’église paroissiale Saint-Pierre reconstruite en 1950, dans l'ancien enclos paroissial.
Le territoire de Plougastel-Daoulas est caractérisé par la présence de 26 croix, placées le long des parcours qui depuis plusieurs zones du littoral ou des principaux axes routiers de la région convergent vers le bourg.
Du schéma iconographique le plus simple au plus complexe, les croix, à l'instar des chapelles, animent le paysage dévotionnel communautaire en racontant la passion du Christ, la douleur de Marie et le réconfort des saints protecteurs locaux.
En breton, on le nomme Kalvar Plougastell-Daoulaz ou Kroaz ar vossen, soit littéralement « croix de la peste ».

## Histoire

### Construction
La tradition et l’histoire font du  calvaire de Plougastel-Daoulas un ex-voto marquant en 1598, la fin de l’épidémie de peste qui venait de décimer un tiers de la population de la presqu’île. Le seigneur de Kererault serait mort le 27 septembre 1598 en faisant le vœu qu’un calvaire soit édifié en ex-voto s’il était le dernier mort de la peste.
Trois étapes attestées ont marqué sa construction : 
- 1602 : achèvement du socle.
- 1603 : achèvement et pose des trois croix.
- 1604 : achèvement total du monument avec l’ensemble de sa statuaire.

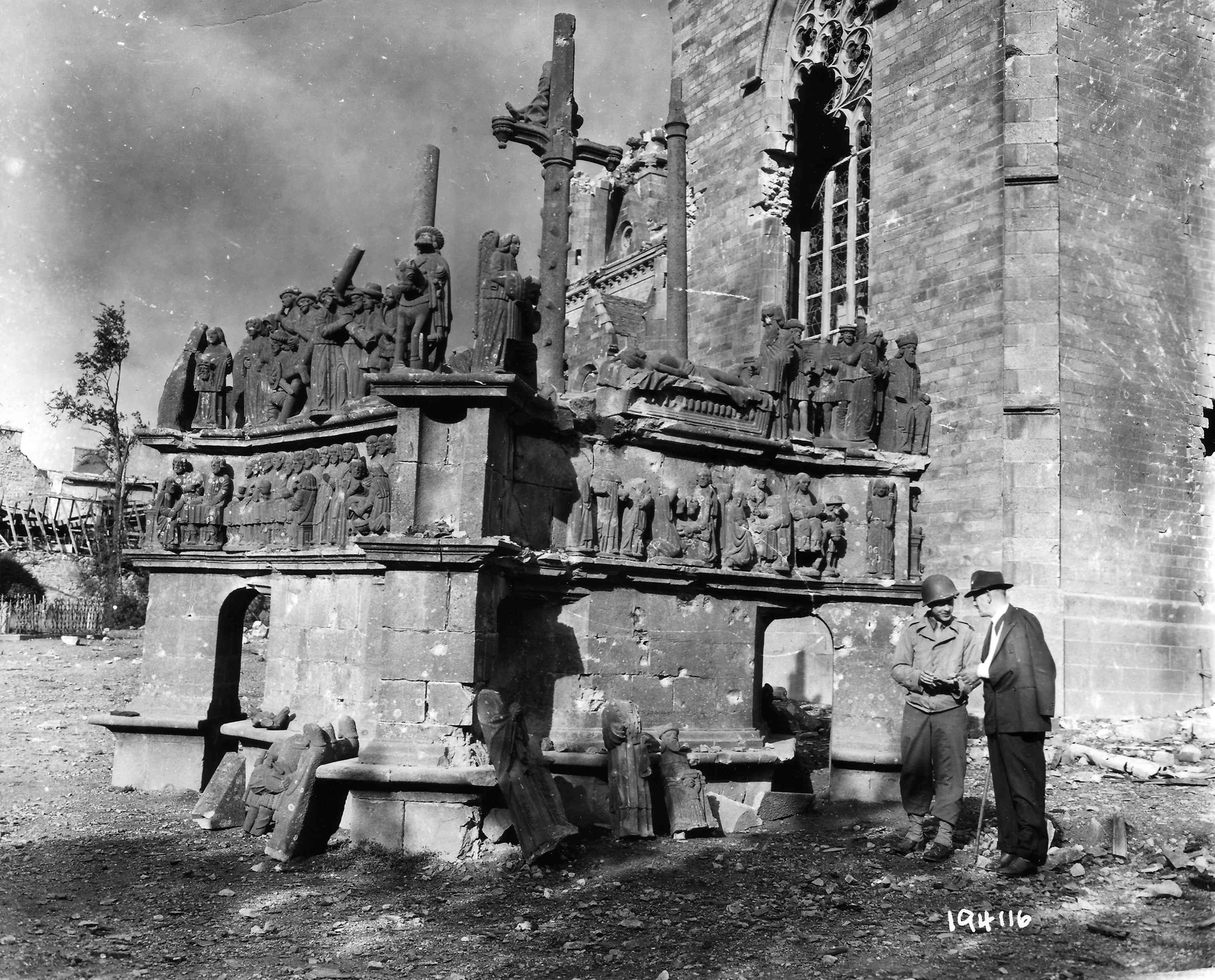
Le calvaire après le bombardement (septembre 1944).

### Restaurations

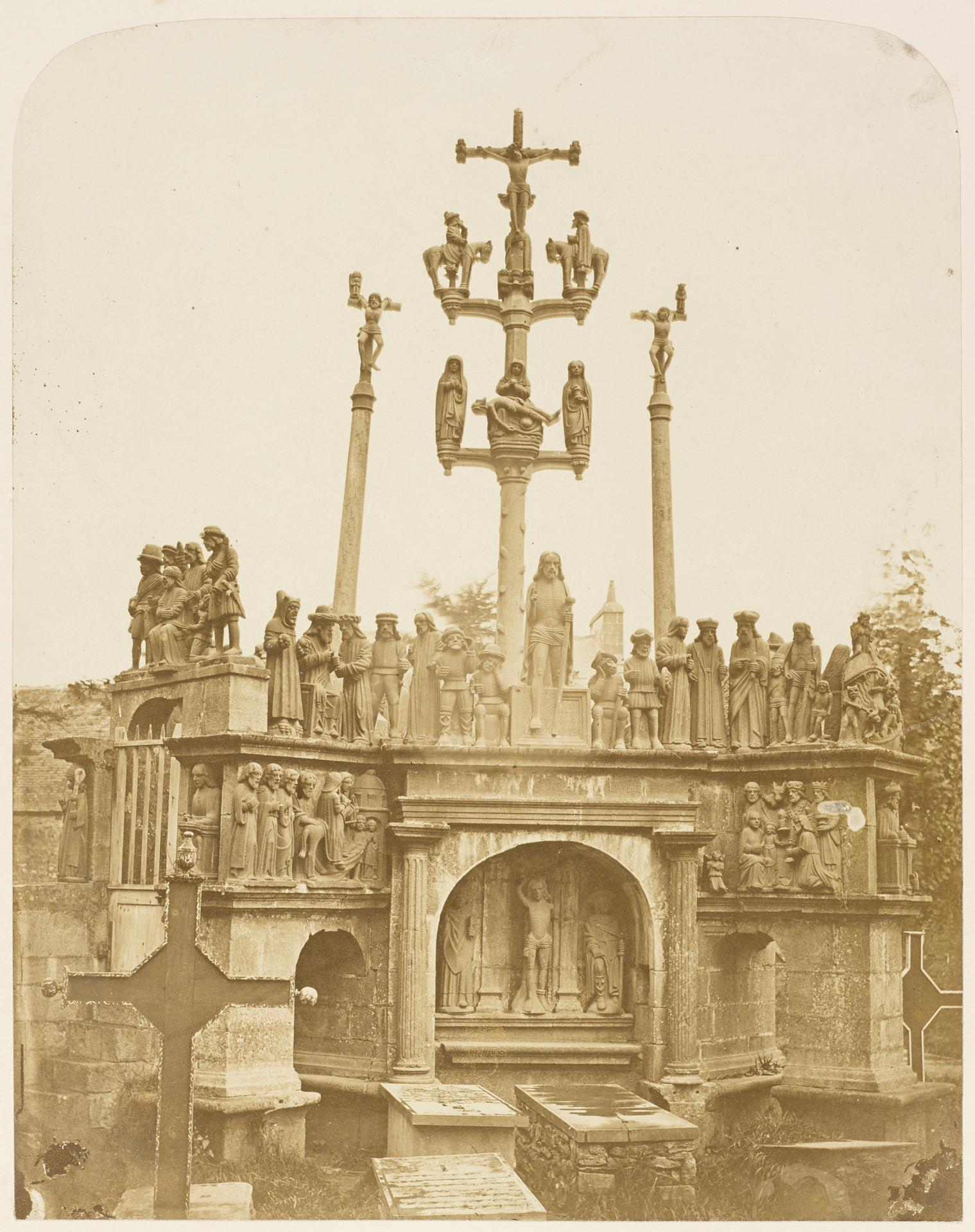
En 1856.

Le calvaire fut restauré par des souscriptions recueillies par l’architecte La pierre.
Le 23 août 1944, lors de l'avancée américaine vers Brest, il fut endommagé par un bombardement américain. Le calvaire est touché par des obus et plusieurs statues sont détruites ainsi que les trois croix. John D. Skilton, officier américain mais conservateur du musée de Washington dans le civil, présent à Plougastel-Daoulas au moment du bombardement, mit à l'abri les statues et les éclats de pierre, et créa dans son pays la Plougastel Calvary Restoration Fund Inc afin de recueillir les fonds nécessaires à la restauration du calvaire. Les travaux sont effectués sous la direction du Ministère des Beaux-Arts et des Monuments Historiques en 1949 par le sculpteur Millet.
Une autre restauration a eu lieu de novembre 2003 à mars 2004. Les travaux ont consisté en la dépose complète, le nettoyage et la restauration du socle et de toute la statuaire, notamment la réparation des pierres éclatées et la réfection des joints d'étanchéité.

## Architecture
Le calvaire de Plougastel-Daoulas est haut d'environ 10 mètres. L'octogone qui forme le noyau du soubassement a 1,70 mètre de côté. Il est flanqué de quatre épais contreforts.
Sur ce socle de microdiorite quartzique jaune de Logonna-Daoulas, 182 statues sont sculptées en pierre de Kersanton de couleur bleue, les plus grandes mesurant un mètre et pèsent de 100 à 200 kilos. Elles illustrent, en 28 tableaux, des scènes bibliques de la vie du Christ ou des scènes légendaires comme Katel Kollet. Il s'agit d'un des sept grands calvaires de Bretagne. Un escalier de 14 marches près du contrefort nord-ouest permet d'accéder à la plate-forme centrale où s'installait autrefois le prédicateur.
Le calvaire, érigé sur le modèle de celui de Guimiliau, en est toutefois différent. La distribution des figures n’est pas ordonnée linéairement avec exactitude mais semble correspondre à quatre thématiques répondant aux points cardinaux. Ce sont à l’Est la naissance et l’ensevelissement, au Nord la souffrance, au Sud la Pâque et le chemin de croix, à l’Ouest la mort et la résurrection
Le chanoine Jean-Marie Abgrall a fait une longue description, très détaillée, de ce calvaire. Léon Le Berre a ainsi décrit ce calvaire en 1937 :

« Le massif carré aux angles formés de contreforts, percés d'arcades, accostés des quatre Évangélistes, est surmonté des statues de saint Pierre et de saint Sébastien. Un ange recueille le sang du Christ et Longin, le porte-lance, dont la tradition veut qu'une goutte de pluie sacrée l'ait guéri du mal d'yeux, se protège la vue de la main gauche. Sans doute rappelle-t-il ainsi la spécialité pour laquelle l'implora le Moyen Âge, lui l'auteur du drame de la Passion, devenu lui-même un Saint. Un autre converti, digne des soins de l'artiste populaire, est Dixmas, le Bon Larron dont un ange guette l'âme au haut de son gibet. Le diable fait la même offre, pour le brigand impie et blasphémateur, même geste, résultat différent.
Ainsi qu'à Guimiliau, une foule de personnages, costumés dans le goût du temps, ajoutent au fourmillement de règle dans nos calvaires le pittoresque de l'anachronisme, par exemple ces paysans en bragou-braz (ce vêtement commençait à peine pour la campagne, en 1602), et précédant le cortège avec des binious comme l'a décrit Émile Souvestre. À la vérité, il y a chez ces « santons » de granit moins de truculence peut-être qu'à Guimiliau, mais plus de recueillement aussi dans les scènes où ils participent comme « l'Entrée triomphante de Jésus à Jérusalem » »

— Le Berre, L’Ouest-Éclair.

### Détails
Comme pour les autres calvaires, il faut lire les scènes dans le sens inverse des aiguilles d'une montre, en commençant par l'Annonciation et faire sept fois le tour du calvaire en suivant les étapes de la vie de Jésus.

#### La frise
Sur la frise Est
1. La Vierge de l'Annonciation;
2. La Visitation;
3. Le mariage de la Vierge Marie;
4. La Nativité, l’Enfant est couronné;
5. La Circoncision de Jésus;
6. La fuite en Égypte de la Sainte Famille (la Vierge Marie, saint Joseph et Jésus);
7. L’Ange de l’Annonciation ;
8. Sur le contrefort, saint Marc, un lion à ses pieds.

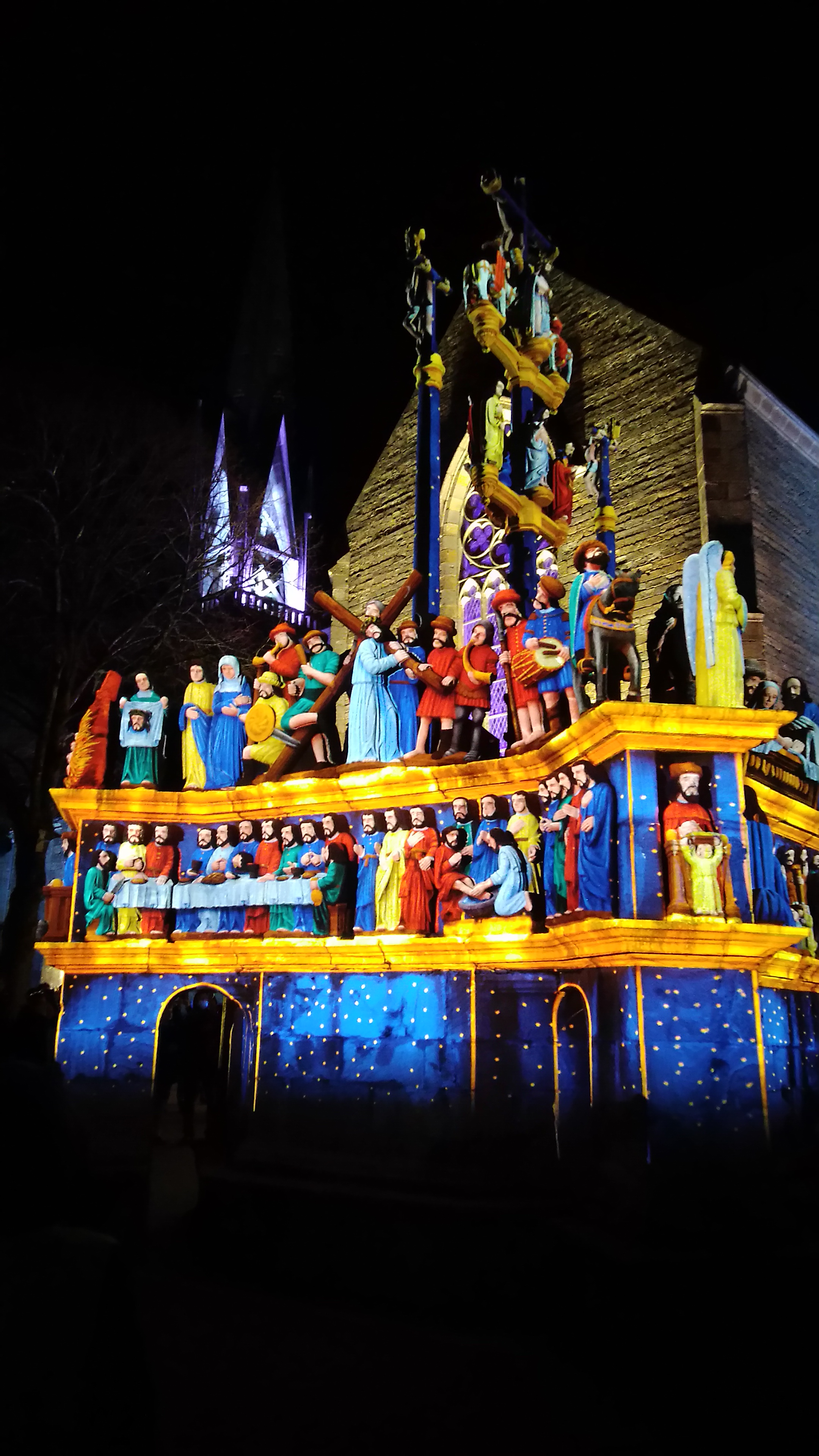
Illumination du Calvaire en décembre 2021. Ici la face sud

Sur la frise Nord : 
1. Jésus en prière au Jardin des Oliviers, saint Jean est endormi ;
2. Saint Pierre et saint Jacques, endormis ;
3. Un garde retient saint Pierre qui vient de couper l’oreille de Malchus, tombé à terre ;
4. Trois soldats assistent à l’arrestation ;
5. L'arrestation de Jésus;
6. La comparution de Jésus devant Caïphe;
7. Caïphe sur son trône.

Sur la frise Ouest : 
1. Un évêque et saint Jean avec son aigle;
2. L'entrée de Jésus dans Jérusalem  qui est représentée par une petite tour crénelée. Jésus s’apprête à entrer dans la ville accompagné de saint Jean et de quatre autres disciples.  Ce sont les Rameaux ;
3. Sous l'arcade : les saints Pierre, Sébastien et Roch. Saint Roch et saint Sébastien sont invoqués contre la peste. Leur présence confirme la crainte des commanditaires de voir ressurgir une épidémie.
4. Adoration des Rois Mages. C’est épiphanie. Un des Rois Mages porte une croix pectorale;
5. Sur le contrefort, saint Luc et son symbole : une tête de taureau.

Sur la frise Sud :
1. La Cène. Elle est représentée par trois groupes de quatre personnages. Judas, plus petit, à droite, tient une bourse. Deux apôtres font un geste de l’index sur le pouce indiquant, ainsi, qu’ils parlent ;
2. Le Lavement des pieds : Jésus est à genoux devant Pierre. Trois groupes constituent la scène. Ils sont onze, Judas a trahi ;
3. Sur le contrefort, saint Matthieu et son symbole : un ange (on trouve aussi parfois un homme).

#### La plate-forme
Sur la plate-forme Est :
1. L’Ange de l’Annonciation;
2. Le Baptême de Jésus;
3. La Mise au Tombeau. À chaque extrémité, Nicodème et Joseph d’Arimathie. Marie Cleophas est à côté de Gamaliel. Un homme tient un linge. Marie est soutenue par Saint Jean .  Madeleine a son pot à parfum;
4. La comparution de Jésus devant un grand prêtre assis sur son trône. Il est accompagné par un juif et un soldat.

Sur la plate-forme Nord : 
1. Soldats armés de fouets;
2. La Flagellation de Jésus;
3. Le Couronnement d'épines. Des soldats posent en force la couronne d'épines du Christ. À ses pieds un personnage  lui tire la langue et lui frappe la poitrine à coups du roseau qui servira de sceptre dérisoire;
4. Le Christ est présenté à Ponce Pilate qui se sert d’une cuvette. Le juif, à gauche, tourné vers Jésus, porte l’accusation;
5. Ponce Pilate est sur son trône, en bout de scène.

Sur la plate-forme Ouest :
1. Le Diable parle à Jésus, seul de l’autre côté du groupe de la Comparution devant Ponce Pilate;
2. La Comparution de Jésus devant Ponce Pilate;
3. La Résurrection; elle montre le Christ glorieux, surgissant du tombeau et bénissant de sa main droite. Il est entouré de deux gardes endormis. À gauche, un autre garde, aveuglé, se cache les yeux. Une date est gravée sur la pierre : 1604.
4. Jésus enfant parmi les deux Docteurs de la Loi;
5. Jésus ramène des limbes deux élus. Dans la gueule de l’enfer, se débattent Katell Gollet, servante pervertie qui avait, faute grave, cachée ses péchés en confession ainsi que trois damnés. Sur le sommet de la Bête, une petite démone. Cette représentation de l'Enfer sous forme d'une énorme gueule se retrouve déjà dans les représentations médiévales.

Sur la plate-forme Sud :
La Montée du Christ au Calvaire : 14 personnages illustrent plusieurs moments du Chemin de Croix de Jésus :
1. Sainte Véronique tient son voile ;
2. Saint Jean et la Vierge suivent le groupe du Christ portant sa croix ;
3. Entouré de six soldats dont deux jouent d’une trompette, le Christ porte sa croix aidé par Simon de Cyrène ;
4. Tambour ;
5. Cavalier en tête de cortège.

#### Les fûts centraux
Le fût de la croix principale est couvert de nodosités, comme toutes les croix votives érigées à la suite d'épidémies de peste.
1. Le Bon Larron, Dismas, est à droite de Jésus sur une croix car le côté droit est le côté des élus, des sauvés. Le bon larron est veillé par un ange qui emporte son âme;
2. Le mauvais Larron, Gismas, est à gauche du Christ sur une autre croix. Il est surveillé par un diable.
3. Le groupe géminé: au 1er étage de la croix centrale, la Vierge Marie est debout et au revers, se trouve saint Pierre,
4. Piéta  et de l'autre côté le Christ ressuscité et bénissant.
5. Groupe géminé : sainte Marie-Magdeleine et, au revers, saint Jean.
6. Deux cavaliers: Longin (le Porte-lance à droite du Christ)  et Stéphaton (le Porte-éponge à gauche du Christ) sont les deux soldats qui assistèrent à la crucifixion. Ils sont représentés à cheval sur la traverse supérieure;
7. Deux anges recueillent le sang qui coule des pieds du Christ.
8. Des anges servent de fleurons à la Croix
9. Jésus sur la Croix et de l'autre côté, L'Homme des Douleurs ou Ecce Homo).

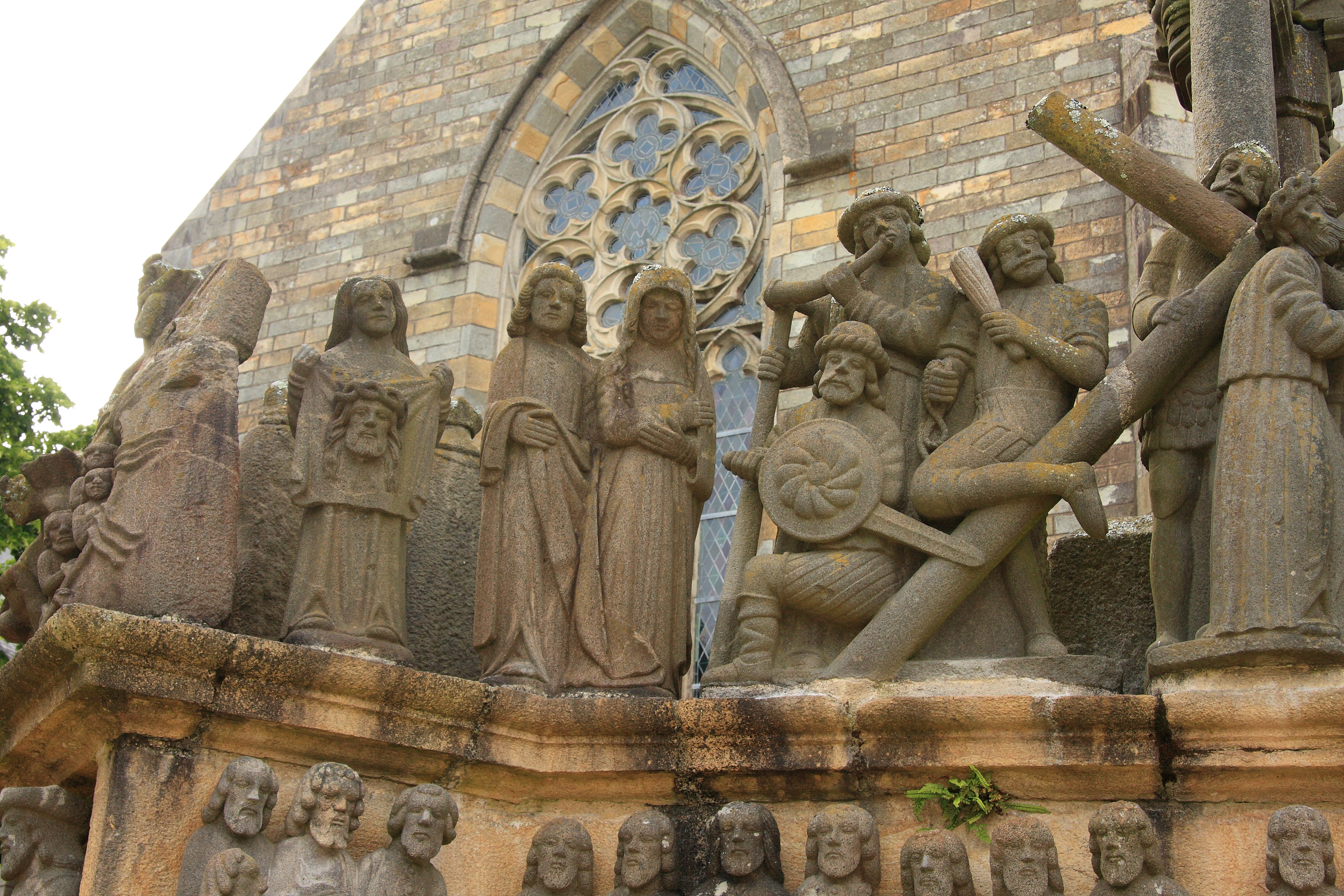
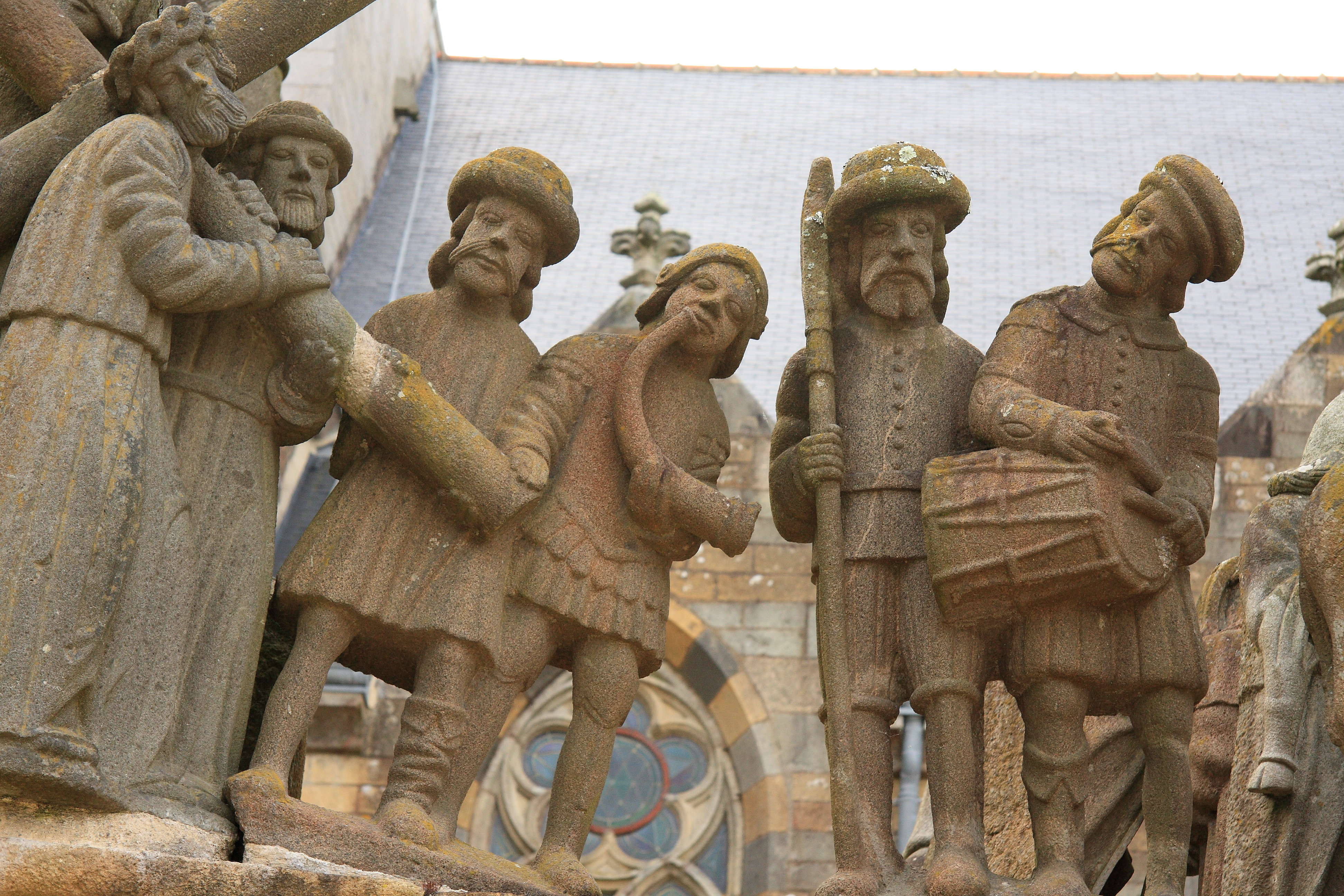
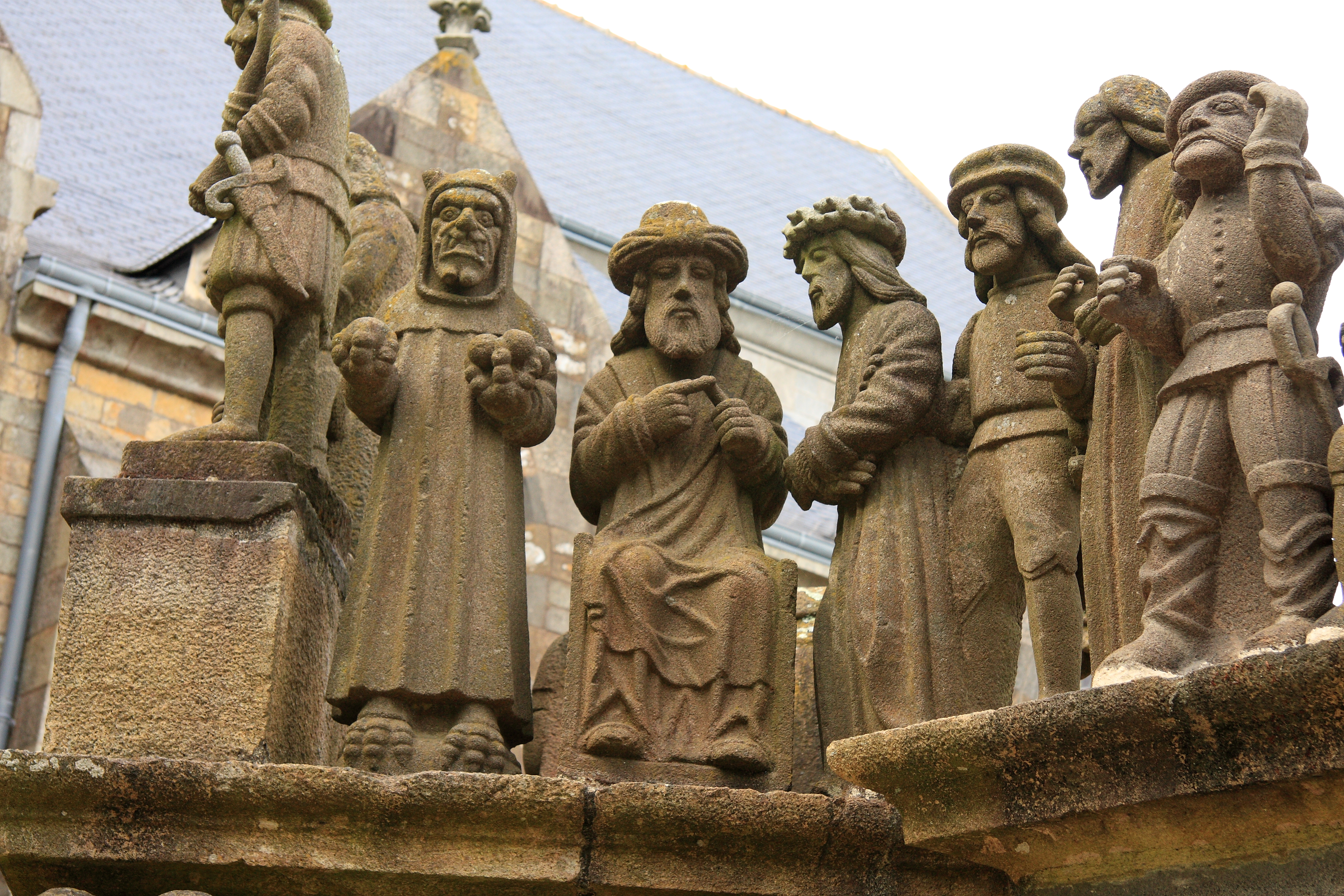
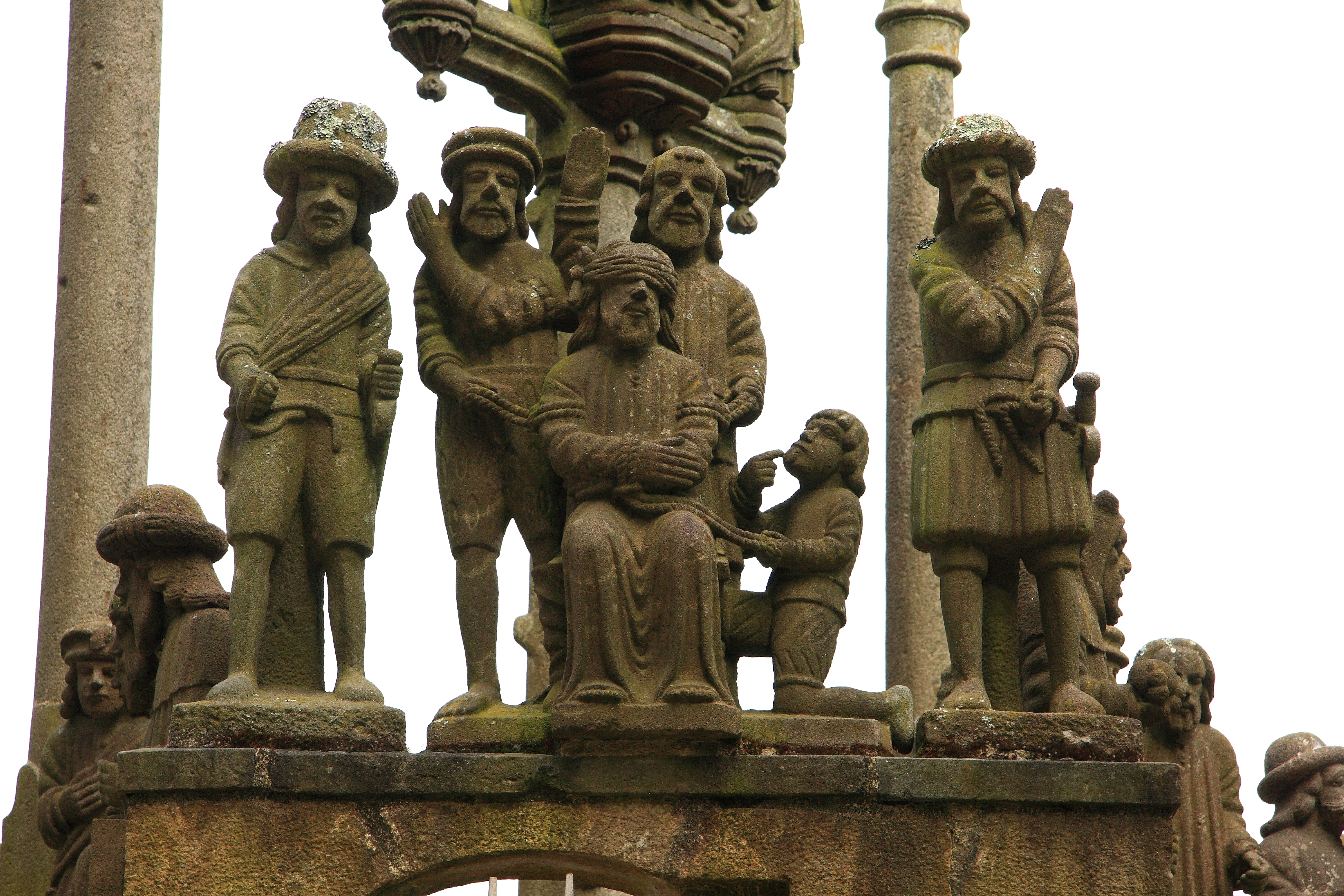